# Бжишкян, Минас
Минас Манукович Бжишкян, Мина Медици, Мина Медичи (15 октября 1777, Трабзон — 26 ноября 1851, Сан-Ладзаро-дельи-Армени) — армянский религиозный деятель, писатель, историк, педагог, член Конгрегации венецианских мхитаристов (армяно-католического братства) в монастыре Сан-Ладзаро-дельи-Армени на острове Св. Лазаря в Венеции. Служил на территории Российской империи, в том числе в Таврической губернии. Исследовал историю и этнографию Причерноморья, армянские памятники Украины и Польши.

## Биография
Родился Минас в Трапезунте (Трабзон, Османская империя) 15 октября 1777 года. Получил религиозное образования в венецианской армянской бенедиктинской конгрегации лат. Benedictina Congregatio Mechitarista, после чего в 1804 году принял монашеский постриг.
Занимался педагогической деятельностью на территории Российской империи, был преподавателем Ришельевского лицея в Одессе. Позднее служил викарием (superieur des Armeniens сatholiques de Karassou-Bazar en Tauride) в городе Карасу-Базаре одном из исторических армянских центров в Таврической губернии.
В ГАРК хранится дело «По предписанию министра духовных дел и народного просвещения, о армяно-католическом иеромонахе Минасе Медици» от 1821 года, содержащее подробности появления Минаса Медици в Крыму. В начале 1821 года он прибыл из Вены в Феодосию, где феодосийский градоначальник  Н. И. Перовский выдал ему следующий паспорт: «По указу Его Величества Государя Императора Александра Павловича самодержца всероссийского и прочая, и прочая и прочая. Предъявителю сего венецианскому уроженцу священнику Минасу Медици, которой приметами: росту среднего, лицом чист, глаза серые, нос умеренный, волосы на голове темнорусые, борода темнорусая – от роду лет 42, следующему по Таврической губернии в продолжение трех месяцев от ниженаписанного <...> благоволено б было чинить туда и обратно на заставах. Пропуск дан сей за подписом и печатью моими в благополучном городе Феодосии февраля 10-го дня  1821 года». 30 марта 1821 года председатель Карасубазарского римскокатолического суда засвидетельствовал на копии паспорта: «Что сия копия пашпорта в Карасубазарском римскокатолическом суде по сличении с подлинным от слова до слова оказалась во всем верна в том суде сей подписом и приложением казенной печати свидетельствует».
16 мая 1821 года Министр духовных дел и народного просвещения князь А. Н. Голицын направил Таврическому Гражданскому губернатору из Санкт-Петербурга запрос за номером 1376, в котором сообщает, что «в городе Карасубазаре находится армяно-католический иеромонах Менас Медици, прибывший в Россию, как он изъясняет, по паспорту нашего посланника в Вене, и которому в Феодосии выдан билет на проезд в Таврическую губернию сроком по 10-е число текущего месяца». В связи с тем, что иеромонах Медици изъявил письменное желание навсегда остаться в России, А. Голицын сделал запрос: «прошу ваше превосходительство уведомить меня, в чем состоит ныне его занятие, и не было ли какого случая, который подал бы повод к невыгодному об нем заключению?». Исполняющий обязанности Таврического гражданского губернатора Иван Дмитриевич Тодоров направил приказ карасубазарскому полицмейстеру Ященкову за № 2078 от 6 июня 1821 года: «Вследствие полученного мною от г. министра Духовных дел и народного просвещения поручаю вам разведать и обстоятельно донести мне..». Министру А. Голицыну было направленно донесение от 20 июня 1821 года за номером 2252, что «Медици жительствует в доме, принадлежащем армяно католической церкви, ведет себя честно, занимается чтением книг и обучением юношества своей нации грамоте. Всегда бывает в церкви, имеет в Карасубазаре родственников, в худых поступках никаких незамечен»
И. Д. Тодоров получил письмо от графа А. Ф. Ланжерона из Одессы от 6 июля 1821 года: «Милостивый государь мой, Иван Дмитриевич! В Карасубазаре имеет жительство армянский католический священник Минас. Покорнейше прошу Ваше Высокородие рекомендовать тамошнему полицмейстеру, дабы оказывал ему всякое должное сану его уважение, и в нужных случаях пособие и защиту.».
Сыграл большую роль в жизни Гавриила Айвазовского, будущего архиепископа. Гавриил родился в 1812 году в Феодосии, первоначальное образование получил в армянском приходском училище и в Феодосийском уездном училище. В 13-летнем возрасте отец отдал его в Карасубазар для обучения у Минаса Медици, который уже был известен как педагог и писатель. Заметив в юноше большие способности, Медици отправил его в 1826 году в Венецию, где Гавриил преуспел в науках, в 1830 году был пострижен в монахи и причислен к братству мхитаристов, а в 1834 году возведен в сан священника.
18 октября 1833 года Таврический гражданский губернатор А. И. Казначеев направил в карасубазарскую полицию следующее отношение: «Государь Император, по положению комитета Г.г. министров, в 12 день минувшего сентября Высочайше повелеть соизволил: «в построенной в Карасубазаре священником Минасом Медици армяно-католической каплице дозволить совершать Богослужение по обряду сего исповедания». О таковой Высочайшей воле, сообщенной мне г. Новороссийским и Бессарабским генерал-губернатором в предписании от 6 сего октября за № 282-м, я предписал карасубазарской градской полиции и предлагаю губернскому правительству по исполнительной экспедиции для сведения».
Публиковаться начал в 1815 году и продолжал исследования до глубокой старости. До 1845 года являлся духовным предстоятелем армян-католиков в Крыму, покинул Крым  в 1846 году. Умер 26 октября 1851 года в Венеции на острове св. Лазаря, погребен в монастыре.

## Исследования
Автор учебных изданий на разговорном армянском языке (ашхарабар), напечатанных в Венеции в 1815-1851 годах и позже выдержавшие посмертные переиздания.
Как видно из контекста фундаментальной «Истории Понта», работая над книгой М. Медичи совершил в 1815 году путешествие по всему Черноморскому побережью — юго-восточному, восточному и северному начиная от своего родного города Трапезунда. Написание «Истории Понта» определяются 1815-1819 годами. Материалы работы касаются истории, исторической географии, этнографии, этно- и топонимики и языковых особенностей племен, населяющих восточное побережье Чёрного моря. Описаны племена и народности халтов, хамшенов-армян, лазов (чанов), гурийцев (гурджов), мегрелов (колхов), абхазов и абазинцев (абаза), черкесов, кистов, ингушей, осов и других. Труд М. Медичи представляется ценным синхронным источником, применительно к началу XIX века, этнографии народов и племен Кавказа, по преимуществу Причерноморья, их быта, обычаев, поверий, языковых особенностей, институтов обычного права (пережитков геронтократии, гинекократии).

## Избранная библиография
- «История Понта, который есть Черное море», на армянском яз., Венеция, 1819.
- Путешествие в Польшу и другие страны, населенные армянами, потомками выходцев из гор. Ани, на армянском яз., Венеция, 1830
- Армяно-русская грамматика, на армянском и русском языках, Венеция, 1840
- Grammaire polyglotte contenant les principes des langues arabe, persane, turque et tatare, avec des remarques analytiques d'autres langues», Venise, 1844